# Caterina Colombini
Caterina Colombini (Siena, primer quart del s. XIV - 20 d'octubre de 1387) era una dona sienesa, fundadora de les Germanes Jesuates, branca femenina de la confraria laica dels jesuats, després orde mendicant. És venerada com a beata per l'Església catòlica.

## Biografia
Cosina de Giovanni Colombini, era filla de Tommaso, cavaller noble conegut a la ciutat per la seva vida disoluta. Potser com a reacció, Caterina va voler unir-se al seu cosí quan aquest canvià de vida, renuncià a les riqueses i fundà l'orde dels jesuatsy. Entre 1363 i 1364, va reunir un grup de companyes que volien seguir un gènere de vida evangèlic i va fundar, en 1367, la branca femenina de la confraria, les Pobres Jesuates de la Visitació de la Mare de Déu, al convent de Santa Elisabetta della Visitazione de Siena (avui San Sebastiano in Vallepiatta). Com la confraria original, demanaven almoines per als pobres i feien obres de caritat.
Caterina va morir a Siena el 20 d'octubre de 1387.
Beatificada, la seva festivitat se celebra juntament amb la del seu cosí Giovanni, el 31 de juliol.